# Cloruro di vinile
Il cloruro di vinile (detto anche VCM o CVM, da cloruro di vinile monomero; nome IUPAC: cloroetene) è un composto organico clorurato.
A temperatura e pressione ambiente è un gas incolore dal tipico odore dolciastro, insolubile in acqua. Trova principalmente impiego nella produzione del suo polimero, il cloruro di polivinile, più noto come PVC.
La sua formula chimica è CH2=CH-Cl.

## Storia
Il cloruro di vinile è stato sintetizzato per la prima volta nel 1835 da Justus von Liebig e Henri-Victor Regnault, suo studente. Lo prepararono facendo reagire l'1,2-dicloroetano (o cloruro di etilene) con una soluzione di potassio idrato in etanolo.
Nel 1902 il cloruro di vinile fu sintetizzato dal chimico tedesco Heinrich Biltz per termolisi dell'1,2-dicloroetano.
Nel 1912 Fritz Klatte, un chimico tedesco impiegato per la Griesheim-Elektron, brevettò un metodo per produrre il cloruro di vinile per addizione di acido cloridrico all'acetilene usando cloruro mercurico (HgCl2) come catalizzatore:
{\displaystyle {\ce {HCCH + HCl -> CH2=CH-Cl}}}
Tale processo rimase in uso fino agli anni quaranta, quando venne rimpiazzato da processi più convenienti.

## Produzione industriale
La produzione del cloruro di vinile avviene attraversando due fasi:
- in una prima fase viene prodotto l'1,2-dicloroetano (o DCE), tramite il processo "ossidazione diretta" oppure tramite il processo di "ossiclorurazione";
- in una seconda fase l'1,2-dicloroetano viene convertito in cloruro di vinile per deidroclorurazione (anche detta "termolisi" o "thermal cracking").

La fase di produzione dell'1,2-dicloroetano può essere svolta anche sfruttando entrambi i processi di ossidazione diretta e di ossiclorurazione.

### Produzione di cloruro di vinile per deidroclorurazione
Nella fase di deidroclorurazione, per riscaldamento a 500-600 °C ad una pressione di 15-30 atmosfere, l'1,2-dicloroetano si decompone in cloruro di vinile e acido cloridrico:
{\displaystyle {\ce {Cl-CH2-CH2-Cl -> CH2=CH-Cl + HCl}}}
La reazione precedente viene attivata termicamente, è una reazione di termolisi.

### Altre vie sintetiche
Usando etilene e CFC-113  in un reattore catalitico a 500 °C in cui è presente un catalizzatore a base di allumina e cloruro ferrico si ottiene una miscela di CTFE e cloruro di vinile
{\displaystyle {\ce {CFCl2-CF2Cl + CH2=CH2 -> CFCl=CF2 + CH2=CHCl}}}

## Usi
Nel 1984 sono state impiegate circa 12-15 milioni di tonnellate di cloruro di vinile.
Di gran lunga l'uso più importante del cloruro di vinile è la sua polimerizzazione per produrre il PVC. Quantità minime sono destinate alla sintesi di altri idrocarburi clorurati.
La tossicità del cloruro di vinile ne limita l'uso nei prodotti di consumo, benché fino al 1974 venisse usato come propellente per bombolette spray. I suoi effetti cancerogeni sono stati riconosciuti da tempo e hanno dato luogo a vertenze legali simili a quelle avute per l'amianto.
Sempre per via della sua tossicità, anche il suo uso come anestetico (similmente al cloruro di etile) è stato abbandonato.

## Effetti tossici
Il cloruro di vinile monomero ha una soglia olfattiva (odore dolciastro) di 4000 ppm, mentre i primi fenomeni sul sistema nervoso si osservano a 8000 ppm.
Agisce sui canali ionici presenti sulle membrane cellulari provocando la depressione delle cellule eccitabili; per questo, prima della scoperta degli effetti tossici, veniva utilizzato in medicina per indurre anestesia.
Infatti, il cloruro di vinile deprime il sistema nervoso centrale e può provocare aritmie fatali; l'inalazione dei suoi vapori produce sintomi analoghi a quelli dell'intossicazione da alcol - mal di testa, stordimento, perdita di coordinazione dei movimenti, disturbi della percezione visiva ed uditiva - e nei casi più gravi allucinazioni, perdita di coscienza, paralisi dei centri bulbari e conseguente morte per crisi respiratoria.
I lavoratori a rischio sono:
- Addetti alla produzione del PVC; infatti benché il polimero sia stabile, la sua produzione può portare alla liberazione nell'ambiente del monomero, estremamente tossico
- Addetti alla manutenzione e pulizia dei macchinari utilizzati nella produzione del PVC
- Addetti all'incenerimento dei rifiuti plastici

L'esposizione continuativa a basse concentrazioni di sostanza (esposizione cronica) è responsabile di diverse manifestazioni definite come malattia da cloruro di vinile (si manifesta dopo alcuni mesi o anni). Questa è dovuta alla formazione di proteine aberranti immunogeniche create dall'interazione del principale metabolita del cloruro di vinile (ossicloroetile) con le proteina plasmatiche. In questo senso, le manifestazioni dell'intossicazione cronica sono principalmente dovute alla deposizione in circolo di immunocomplessi, con sindromi vasculitiche sistemiche gravi. Si innescano inoltre crisi angiospastiche; tipico è infatti il fenomeno di Raynaud. Il quadro si completa con lesioni cutanee simili alla sclerodermia e con acroosteolisi delle falangi distali, delle ossa del piede e della rotula. Possono inoltre associarsi:
- Piastrinopenia
- Meteorismo ed anoressia
- Epatomegalia e/o splenomegalia
- Cefalea, astenia, vertigini
- Talora fibrosi polmonare e neuropatia periferica

Sulle cavie in gravidanza, l'esposizione al cloruro di vinile ha causato aborti e nascite di cuccioli malformati. L'effetto sulla riproduzione umana è sconosciuto.
Il cloruro di vinile è inoltre un potente cancerogeno riconosciuto ed è stato correlato in particolar modo con certe forme di cancro del fegato - principalmente il carcinoma epatocellulare e l'angiosarcoma epatico.
Vi sono alcuni indicatori di dose (purtroppo gravati da bassa sensibilità a causa della rapidità di scomparsa dopo esposizione) in sperimentazione:
- Acido monocloroacetico
- Acido tiodiglicolico

Questi possono essere usati per il monitoraggio biologico dei lavoratori esposti al cloruro di vinile.

### Il caso del polo petrolchimico di Porto Marghera
Il 16 ottobre 1996 il Procuratore della Repubblica di Venezia, Felice Casson, chiede il rinvio a giudizio dei dirigenti della Montedison, che aveva nel polo petrolchimico di Porto Marghera i suoi impianti di produzione di CVM e PVC. La tesi di fondo dell'accusa mossa alla dirigenza Montedison è stata quella di aver volutamente sottovalutato gli effetti tossici del CVM, nonostante questi fossero stati già acclarati e resi noti all'azienda sin dal 1972, e di non aver destinato successivamente sufficienti risorse per la tutela della salute dei lavoratori, della popolazione esterna agli impianti e dell'ambiente circostante.
Il processo si chiuse con una sentenza di assoluzione lasciando uno strascico di polemiche e di profonda amarezza tra i familiari degli operai morti di cancro e le comunità della zona.
È con il titolo Petrolkimiko - Le voci e le storie di un crimine di pace che Gianfranco Bettin pubblica una raccolta di scritti di vari autori che raccontano le storie di operai esposti al CVM nei reparti di sintesi del CVM e del PVC, la storia di Gabriele Bortolozzo, cui si deve molta dell'opera di pubblica sensibilizzazione al problema, e l'atto di chiusura del Procuratore della Repubblica di Venezia.
Prendendo spunto dal libro di Bettin, Marco Paolini ha tratto nel 2002 Parlamento chimico, teatro della memoria dedicato all'intera vicenda.
Il 15 dicembre 2004 il processo d'appello –emessa dal presidente Francesco Aliprandi e dai giudici a latere Gino Contini e Antonio Lucisano – modifica la sentenza emessa in primo grado, riconoscendo molti degli imputati colpevoli di omicidio colposo; sentenza a cui non seguirà condanna per via dell'avvenuta prescrizione.

### Il caso della contaminazione delle falde acquifere della Val Pescara (Abruzzo)
L'ex polo chimico di Montecatini Edison di Bussi, ha contaminato le falde acquifere della Val Pescara, utilizzando le stesse come discarica dei propri prodotti chimici. L'acqua è stata distribuita ad un'utenza di circa 700.000 persone, inclusi scuole ed ospedali. Le indagini sono state portate avanti dalla Guardia Forestale, che ha scoperto l'azione irresponsabile della società per effetto dello svolgimento di attività industriali ad alto rischio per le falde acquifere e per le azioni incontrollate di sversamento.
La Commissione dei Lavori pubblici della Camera dei deputati, nella persona del Presidente Ermete Realacci, ha sottolineato, in una relazione che la Montecatini Edison avrebbe utilizzato una discarica posta a poca distanza dai fiumi Tirino e Pescara, con l'interramento di 1.800.000 tonnellate di rifiuti tossici e scarti industriali della produzione di cloro, soda, varechina, formaldeide, perclorati e cloruro di ammonio. L'acqua erogata è stata diffusa nell'acquedotto sino al 2007, periodo nel quale i pozzi vennero chiusi su denuncia dello stesso WWF. Da un rapporto svolto dal Ministero della Salute, che ha nominato degli esperti al fine di valutare i danni, le falde acquifere furono contaminate dal cloruro di vinile, noto agente cancerogeno per gli animali e per gli uomini.